# Cryptanura rugosa
Cryptanura rugosa är en stekelart som beskrevs av Gaspard Auguste Brullé 1846. Cryptanura rugosa ingår i släktet Cryptanura och familjen brokparasitsteklar. Inga underarter finns listade i Catalogue of Life.